# 케이시스 센터
케이시스 센터(영어: Casey's Center)는 미국 아이오와주 디모인에 위치한 실내 경기장이다. 과거 AHL 아이오와 스타스와 아이오와 찹스의 홈경기장으로 사용했으며, 현재 G 리그 아이오와 울브스와 AHL 아이오와 와일드의 홈경기장으로 사용되고 있다.

## NBA프리시즌 경기
| 날짜             | 팀1                     | 스코어    | 팀2                 |
| ---------------- | ----------------------- | --------- | ------------------- |
| 2024년 10월 11일 | 필라델피아 세븐티식서스 | 111 - 121 | 미네소타 팀버울브스 |